# Ouida Bergère
Ouida Bergère —también conocida como Ida Berger— (14 de diciembre de 1886-29 de noviembre de 1974) fue una guionista y actriz cuyo talento artístico en el cine y el teatro le aportó una gran distinción y popularidad entre las décadas de 1910 y 1920, y cuya carrera fue excepcional en muchos momentos.

## Biografía
Su verdadero nombre era Eunie Branch. Nació durante un viaje en ferrocarril que su madre hacía a Madrid (España), con el fin de visitar la casa de sus suegros en esa ciudad, y sin haber avisado antes del viaje del próximo nacimiento de un hijo. Sus padres fueron Stephen y Marion DuGaze, el padre con ascendencia española, y la madre con ascendencia francesa e inglesa.
Bergère pasó sus primeros años de vida en casa de sus abuelos paternos, en Madrid, mientras sus padres viajaban continuamente por todo el mundo. A los cuatro años únicamente hablaba español, por lo que no fue capaz de comprender a su madre al regreso de ésta, la cual hablaba inglés.
Entre los cuatro y los seis años de edad vivió con sus padres en París, y después fue a Inglaterra, donde permaneció hasta los once años. Después se trasladó a los Estados Unidos, y allí fue educada en la Potter School (en Bowling Green, Kentucky), el National Park Seminary (en Washington D. C.), y la exclusiva escuela del Río Hudson (en Nueva York).
Posteriormente vivió en Connecticut, luego en casa de una tía en Virginia, en Nueva Orleáns, en Arkansas y en Kentucky.

## Carrera
Bergère quedó asociada al teatro desde niña. El dramaturgo Winchell Smith le dio su primera oportunidad, y su talento la capacitó para progresar rápidamente, pero la pérdida de la voz la obligó a abandonar la carrera teatral. Bajo estas condiciones demostró su versatilidad enfocando su atención a fines literarios. Así, escribió para el New York Herald y para varias revistas, además de escribir historias para producciones cinematográficas.
La industria del cine captó su atención, motivo por el cual aprendió todo lo relacionado con la producción y explotación de películas. Escribió y dirigió obras de teatro, diseñó vestuario y decorados, escribió títulos, editó películas, y apareció en papeles protagonistas. Así ganó amplia experiencia en el período inicial de la moderna producción cinematográfica, y tuvo grandes éxitos en la misma. Escribió la mayor parte de los guiones de las películas que protagonizó Elsie Ferguson, así como muchas de las de Mae Murray, incluyendo On With the Dance, en la cual Bergère consiguió sus primeros honores estelares. También escribió guiones para Pola Negri, Corinne Griffith y otras estrellas. Preparó en 1920 la versión cinematográfica de Peter Ibbetson, en la cual aparecían Elsie Ferguson y Wallace Reid. En este momento conoció a Basil Rathbone, quien tenía un papel principal en la obra, y se inició una amistad que terminó en matrimonio en 1926.
Entre las producciones de la Paramount que Bergère preparó para Elsie Ferguson pueden mencionarse The Avalanche, Society Exile, y The Witness for the Defense. Para Murray hizo Idols of Clay, On With the Dance, y The Right to Love; para Pola Negri Bella Donna; para Bert Lytell y Betty Compson To Have and To Hold; para Corinne Griffith Six Days.
Su primer marido, George Fitzmaurice, dirigió muchas de estas obras. En 1929 se estrenó una exitosa obra escrita por Bergère, Suburbia Comes to Paradise.
Tras su matrimonio con Basil Rathbone, Bergère dejó su trabajo artístico para centrarse en asistir a su marido en su trabajo y para gestionar sus negocios.

## Filmografía

### Actriz
- Getting Even (1912)
- Mates and Mis-Mates (1912)

### Guionista
- The Eternal City (1923)
- Six Days (1923)
- The Cheat (1923)
- The Rustle of Silk (1923)
- Bella Donna (1923)
- Kick In (1922)
- To Have and to Hold (1922)
- The Man from Home (1922)
- Peacock Alley (1922)
- Three Live Ghosts (1922)
- Peter Ibbetson (1921)
- Paying the Piper (1921)
- Idols of Clay (1920)
- The Right to Love (1920)
- On with the Dance (1920)
- The Broken Melody (1919)
- Counterfeit (1919)
- The Witness for the Defense (1919)
- A Society Exile (1919)
- Our Better Selves (1919)
- The Avalanche (1919)
- The Profiteers (1919)
- The Cry of the Weak (1919)
- Common Clay (1919 film) (1919)
- The Narrow Path (1918)
- A Japanese Nightingale (1918)
- More Trouble (1918)
- The Hillcrest Mystery (1918)
- The On-the-Square Girl (1917)
- The Iron Heart (1917)
- Kick In (1917)
- The Romantic Journey (1916)
- Arms and the Woman (1916)
- Big Jim Garrity (1916)
- Virtue Triumphant (1916)
- New York (1916)
- Wasted Lives (1915)
- At Bay (1915)
- Saints and Sinners (1915)
- The Esterbrook Case (1915)

### Directora de reparto
- At Bay (1915)